# Самулки Малі
Самулки Малі (Самулкі-Малі, пол. Samułki Małe) — село в Польщі, у гміні Вишки Більського повіту Підляського воєводства. Населення — 55 осіб (2011).

## Історія
Вперше згадується 1575 року. У 1975—1998 роках село належало до Білостоцького воєводства.
У 1990-х роках у селі було близько 25 будинків, мешкало 100 осіб римо-католицького віросповідання, люди старішого покоління ще розмовляли українською мовою.

## Демографія
Демографічна структура станом на 31 березня 2011 року:
|          | Загалом | Допрацездатний вік | Працездатний вік | Постпрацездатний вік |
| -------- | ------- | ------------------ | ---------------- | -------------------- |
| Чоловіки | 29      | 5                  | 19               | 5                    |
| Жінки    | 26      | 3                  | 16               | 7                    |
| Разом    | 55      | 8                  | 35               | 12                   |